# Chac

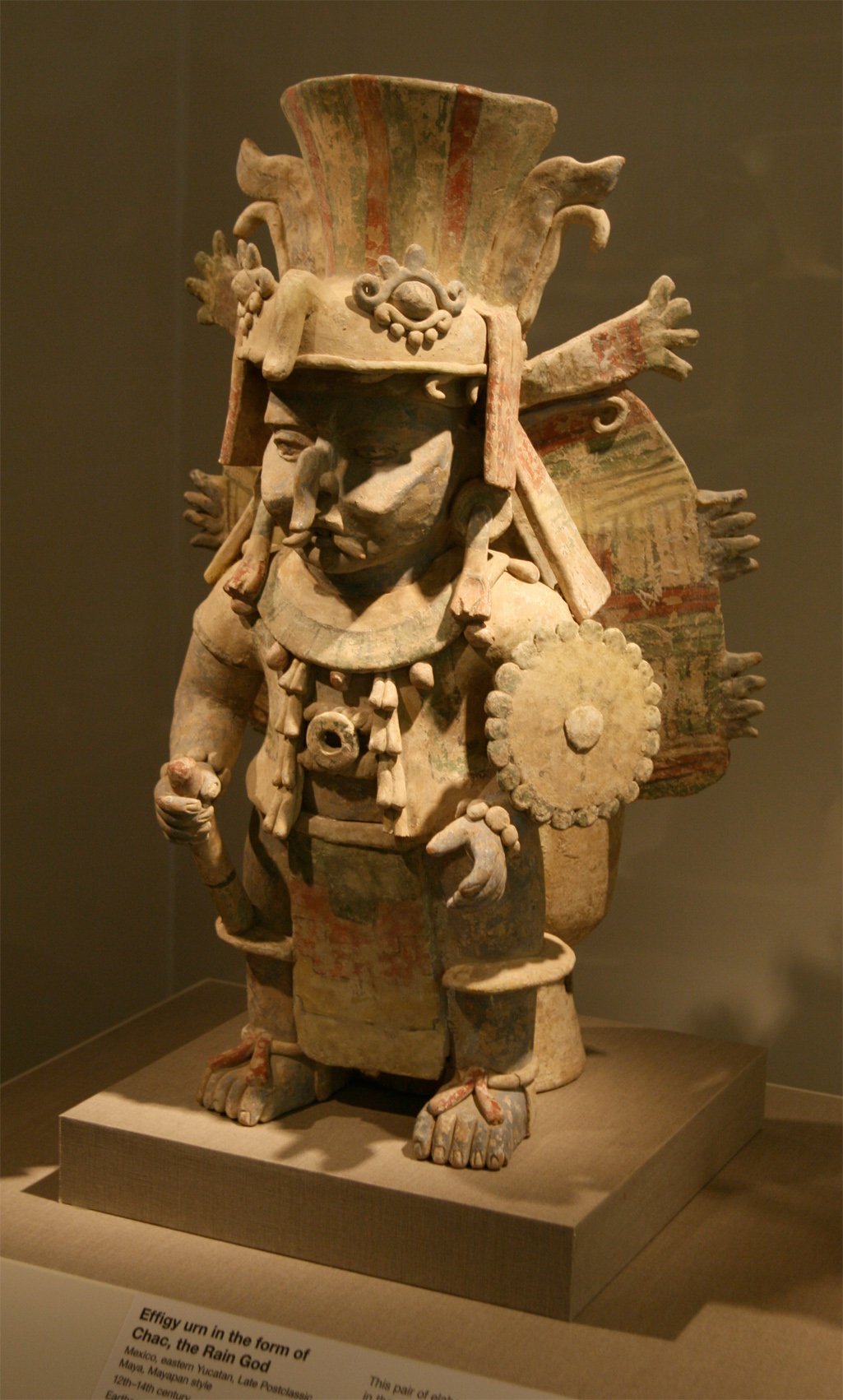
Bóg Chaac, XII-XIV wiek

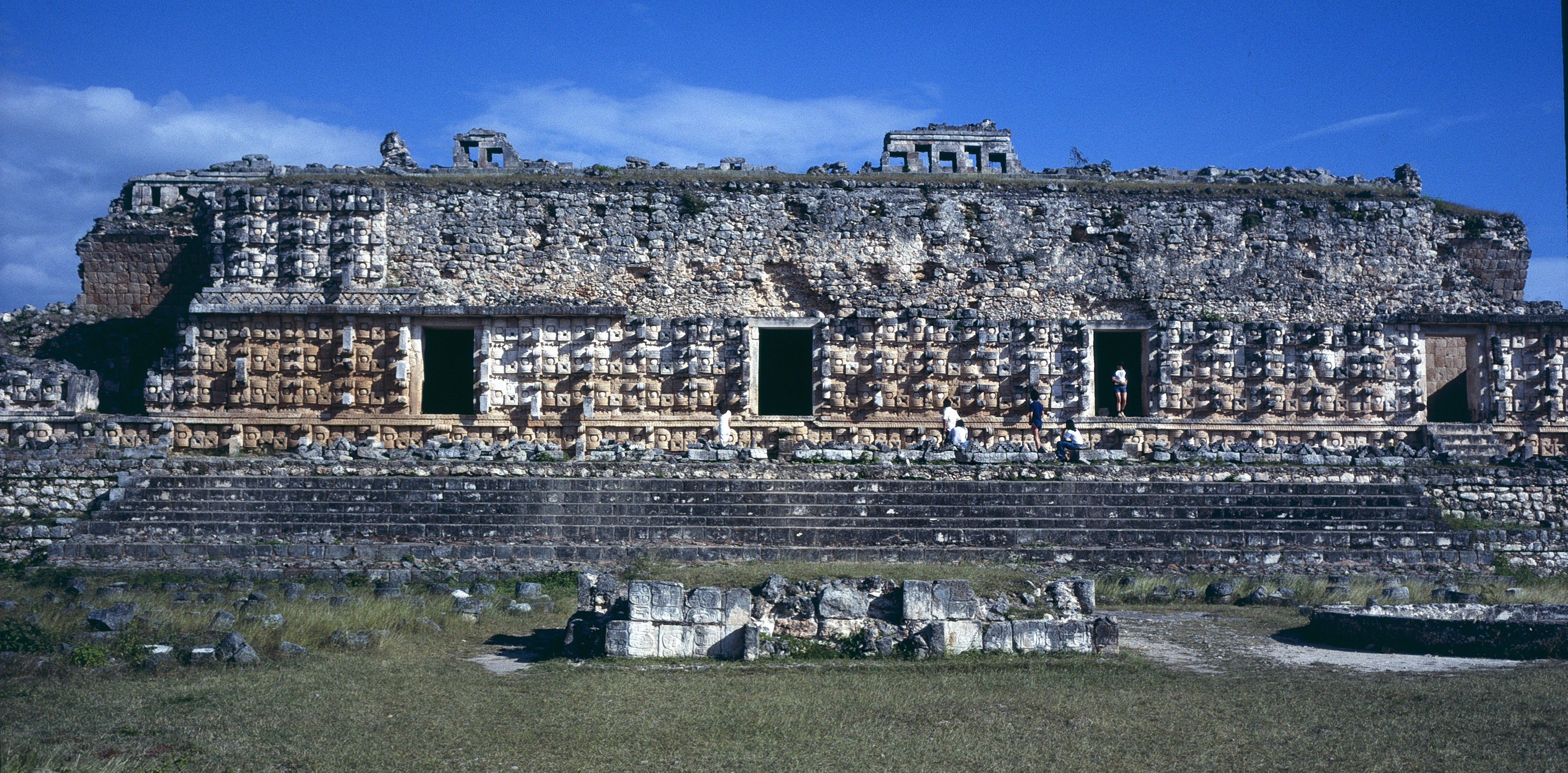
Maski boga Chaaca w Kabah

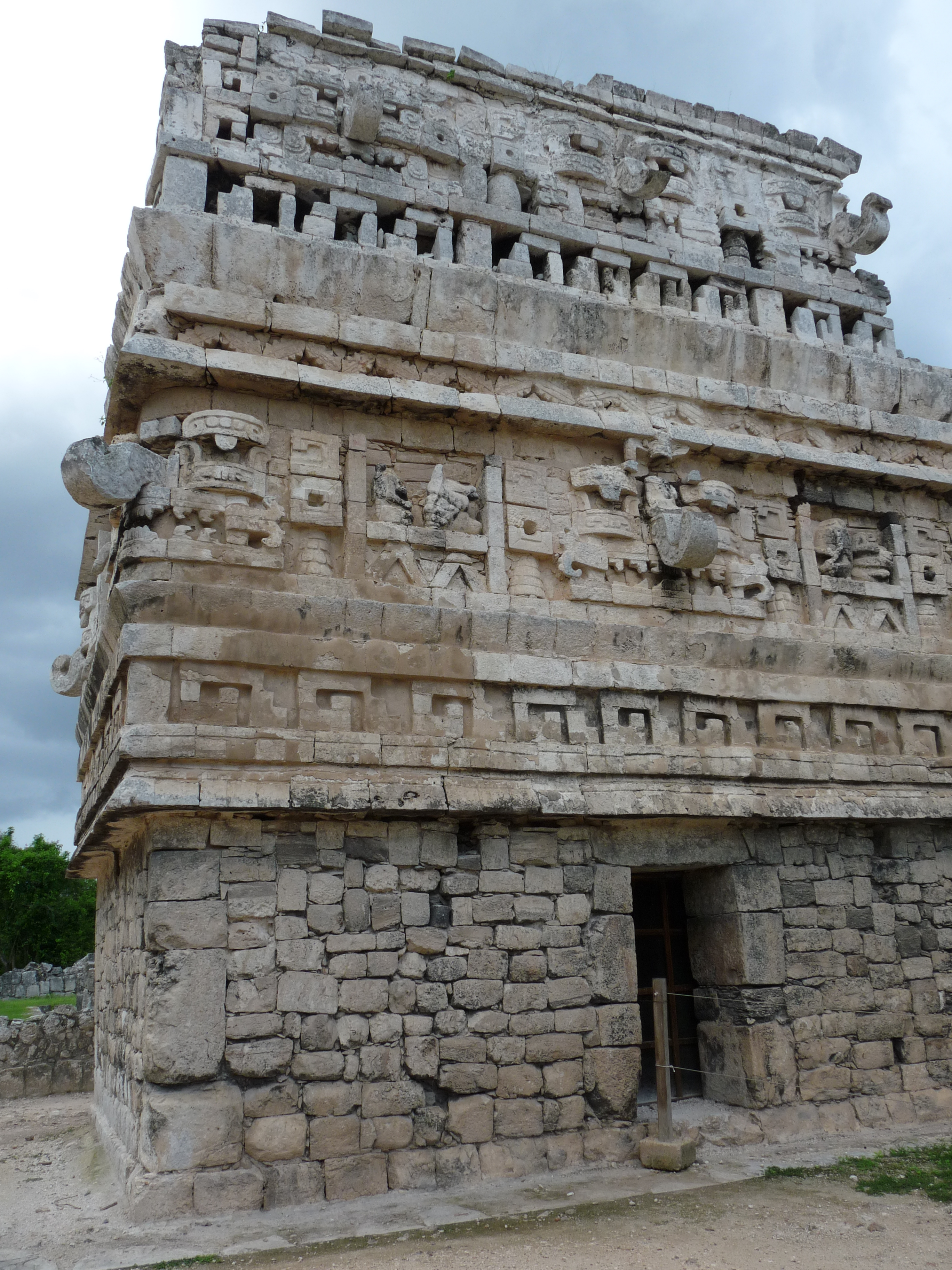
Maski boga Chaaca w Chichén Itzá

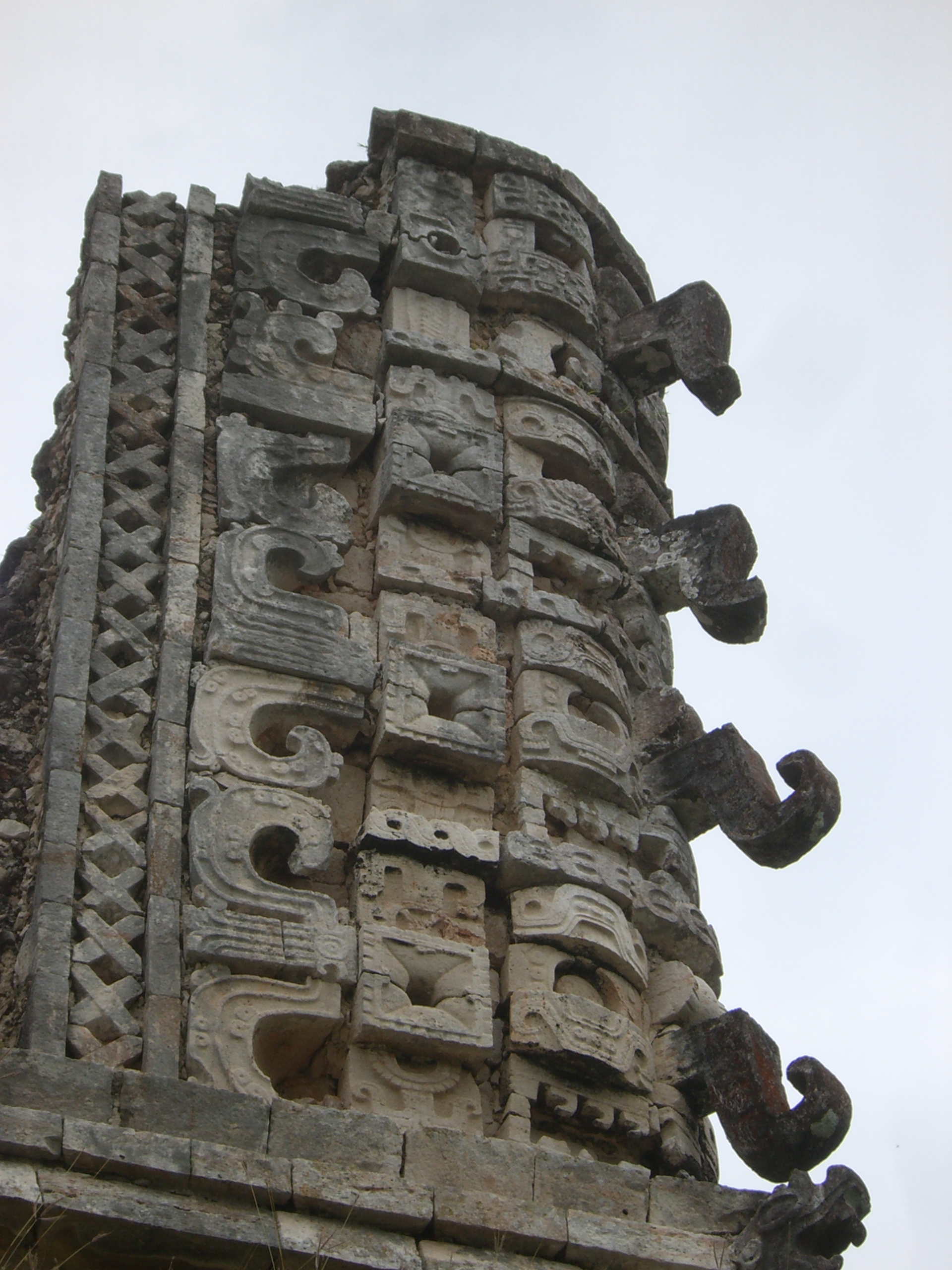
Maski boga Chaaca w Uxmal

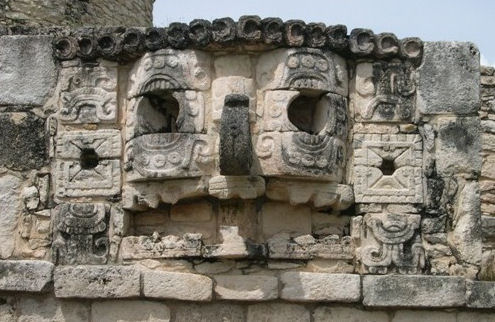
Maska boga Chaaca z Mayapán

Chac, także Chak, Chaac lub Chaak (Powodujący wyrastanie) – ważna postać panteonu bogów prekolumbijskiej cywilizacji Majów z Mezoameryki.

## Wiadomości ogólne
W mitologii Majów był bogiem deszczu i grzmotu, ważną postacią związaną z rytuałami dotyczącymi płodności i rolnictwa.
Chac był bogiem wód i roślinności oraz deszczu i burzy zwłaszcza na Jukatanie, gdzie okres suszy trwał bardzo długo. Bardzo często jego imię oznaczało czerwony lub duży, a pochodzenie imienia tłumaczy się od jego opadającego nosa lub obwisłego przyrodzenia. Jego domeną była płodność ziemi.
Podobnie jak wiele innych bóstw Majów, czasem był traktowany jak jeden bóg, a czasem jak czterech bogów odpowiedzialnych za cztery podstawowe strony świata. Jego odpowiednikiem w mitologii Azteków był Tlaloc, a w mitologii Zapoteków Cocijo.

## Ikonografia
Przedstawiano go z wyraźnie podkrążonymi oczami i z wysuniętym językiem, co klasyfikowało go do starego pokolenia bogów. Miał ryjkowaty nos o robakowatym koniuszku, za pomocą którego, jako bóg deszczu, wypluwał wodę na ziemię. Niekiedy z jego ust wystawały dwa spiralne kły, a z oczu spływały łzy. Był patronem rolnictwa. Upiększany był w różnego rodzaju biżuterię, w ręce dzierżył kamienny topór służący do wytwarzania piorunów. W sztuce ukazywany jako starzec, czasami mający pewne cechy płazów lub zwierząt wodnych, z długim nosem, łzami spływającymi z oczu (symbolizującymi deszcz) lub siekierą (symbolizującą grzmot). Czasem symbolizowany przez żabę. Wierzono, że Chac często przybierał ludzką postać i nawiedzał kobiety w chwili, kiedy łączyli się ze swoimi mężami, zapewniając im szczęśliwe poczęcie

## Chac w kalendarzu
Majowie oddawali mu szczególną cześć jako dawcy życiodajnej wody, która użyźniała pola uprawne. Jemu poświęcone były miesiące Yax i Mac (odpowiednio 10 i 13). W miesiącu Mac pełnił funkcje patronu wraz z Itzamna. Majowie, by zapewnić sobie ich przychylność i dobre zbiory, układali stosy suchych rózg i gałęzi, a następnie w rytualny sposób je palono. W ogień wrzucano serca różnych zwierząt. Po ich spaleniu stosy gaszono wodą. W 15 miesiącu Muan składano mu w ofierze łagodny dym kadzidła i kakaowe strączki, będące przysmakiem bogów. Chac był władcą liczby sześć, gdzie występował jako odpowiednik cech ludzkich – pragnień, rozładowania emocji i zjawiska wzrostu napięcia. Jego osobie była poświęcona święta Zenote – olbrzymich rozmiarów studnia, do której w czasie suszy wrzucano również ofiary z ludzi.

## Pomocnicy Chaca – Chakowie
Bóg ten, podobnie jak aztecki Tlaloc i Itzamna, miał oznaczonych różnymi kolorami pomocników, chaków, będących jego kopiami lub wcieleniami, którzy okazali się jednym z najtrwalszych elementów przedchrześcijańskiej religii mieszkańców Jukatanu. Według wierzeń, chaków jest czterech. Ah Hadz’em Caan Chac – bóg nieba i deszczu, pan piorunów, Ah Lelem Caan Chac – bóg niebiański, sprawca błyskawic, Ah T’ozon Caan Chac – bóg drobnego i ciągłego deszczu i Ah Ch’ibal Tun Chaacob. Przebywają oni w czterech stronach świata, skąd zsyłają deszcz, ulewając trochę wody z naczyń, które noszą ze sobą; gdyby nagle opróżnili naczynia, świat zostałby zatopiony. Oprócz naczyń z wodą, mają kamienne topory. Majowie wierzą, że gdy miotają nimi powstają pioruny.
Chakowi pomagają również pomniejsi bogowie tworząc grupę T’ul Chakowie. Są oni odpowiedzialni za deszcz w małych ilościach lub deszcz bezużyteczny.

## Hipostazy
Z Chakiem związani byli liczni bogowie, najczęściej jego hipostazy: Kunku Chac będący bogiem pierwszych deszczów w sezonie, X T’up Chac – dawcy obfitych deszczów, Yumchakob – bóstwo zimnych deszczów oraz zwykli bogowie deszczu lub wód Mizen Caan Chac, Yaxal Chac, i Ah Bolon Zacab (Pan Dziewięciu Napojów), występujący jako bóg wód i płodności.